# Grallipeza pulchrifrons
Grallipeza pulchrifrons är en tvåvingeart som beskrevs av Cresson 1926. Grallipeza pulchrifrons ingår i släktet Grallipeza och familjen skridflugor.
Artens utbredningsområde är Panama. Inga underarter finns listade i Catalogue of Life.